# Relations entre les États-Unis et Monaco
Les relations entre Monaco et les États-Unis désignent les relations bilatérales qu'entretiennent ces deux États.

## Histoire
Monaco et les États-Unis ont échangé des représentants consulaires peu après la fin de la Guerre de Sécession. Le premier consul de Monaco aux États-Unis fut Louis Borg, qui présenta ses lettres de créance en mai 1866. En 1897, on estimait que ce consulat présent New York servait moins d'une demi-douzaine de citoyens monégasques (environ 40 dans l'ensemble des États-Unis en 1901) et ne favorisait aucun commerce important. Le premier agent consulaire des États-Unis fut Emile de Loth, accrédité en février 1874, mais ce poste fut supprimé et transféré à Nice en 1906.
Un consulat américain est brièvement établi à Monaco en novembre 1942 par Walter Orebaugh à la demande de son supérieur, Pinkney Tuck. Ses bureaux étaient situés à l'Hôtel Métropole. Après quelques jours d'existence seulement, ce consulat est fermé à la suite d'une invasion des forces italiennes.
Le prince Albert Ier de Monaco s'est rendu aux États-Unis à trois reprises. Monaco a accueilli des soldats américains pendant la Première Guerre mondiale. De 1956 à sa mort en 1982, Grace Kelly, née aux États-Unis, était mariée au prince Rainier III. Ils ont effectué leur première visite officielle aux États-Unis en 1956,.
Jusqu'en 2006, la seule carrière de consul général à Monaco (Maguy Maccario Doyle en 2006) était établie à New York, mais dirigeait tous les consuls honoraires en stage dans le monde entier.
En décembre 2006, les États-Unis et Monaco sont passés de simples relations consulaires à des relations diplomatiques complètes. Peu de temps après, Craig Stapleton (ambassadeur en France) a été accrédité à Monaco et l'ambassadeur Gilles Noghes est devenu le premier ambassadeur monégasque aux États-Unis. En 2009, Stapleton a été remplacé par Charles Rivkin. Les États-Unis n’ont pas encore de mission diplomatique à Monaco, mais une ambassade à Paris et un consulat général à Marseille. Le 3 décembre 2013, Maguy Maccario Doyle a été nommé ambassadeur de Monaco aux États-Unis par le prince Albert II. Elle est la première femme à occuper ce poste.

## Accords
Un traité d'extradition a été signé entre les deux nations en 1939. Un accord sur les visas de passeport a été signé en 1952. Un accord d'échange de renseignements fiscaux a été conclu en 2009.